# レオダーバン
レオダーバン（欧字名:Leo Durban、1988年4月25日 - 不明）は、日本の競走馬、種牡馬。
1991年の菊花賞（GI）優勝馬。

## 戦績
※馬齢は旧表記に統一する。

### 3歳から4歳春
1990年12月、中山競馬場で行われた新馬戦でデビュー。2着馬に3馬身半差で勝利した。このデビュー戦では横山典弘が騎乗している。
2戦目は500万円以下条件のダート戦を使ったが4着に敗れ、この後ソエにより約3か月間の休養に入った。
年が明けて3月、山桜賞（500万円以下）から復帰したレオダーバンはこのレースを5馬身差で勝利する。このレースから岡部幸雄が騎乗している。
続くダービートライアルのオープン特別、青葉賞では、出遅れのため4コーナーまでほぼ最後方だったが、そこから上がり3ハロン34秒5の末脚で前を差し切って1着となった。このレース内容から、トウカイテイオーの対抗馬に躍り出る事となった。
そして、東京優駿（日本ダービー）では、重賞初挑戦ながら、トウカイテイオーに次ぐ2番人気に推されたが、トウカイテイオーに3馬身離された2着に終わった。

### 4歳秋
秋初戦となったのはセントライト記念。ここで単枠指定で単勝1.3倍の1番人気に推される。ところが伏兵ストロングカイザーの3着と敗れ、菊花賞に向け不安を残す結果となった。
菊花賞では単勝3番人気にとどまる。良馬場で行われたレースは1000mの通過タイムが62.3、2000mが2:10.2という超スローペースになる中で、直線に入ると先頭に立ち、外から追い込むイブキマイカグラを1馬身半差振り切って優勝した。
菊花賞後、陣営は有馬記念を次走に見定めていたが、レース前に屈腱炎を発症し、長期休養に入った。

### 5歳・6歳
復帰は翌1992年12月の有馬記念だった。岡部はトウカイテイオーを選んだため、鞍上はデビュー戦で手綱を取った横山典弘に戻った。長期休養明けだったレオダーバンは13着と、初めて掲示板を外す大敗を喫した。なお、トウカイテイオーはこの有馬記念では11着だった事から、結果としてレオダーバンはトウカイテイオーに1度も先着する事はできなかった。
年が明けて、レオダーバンはアメリカジョッキークラブカップに出走したが、9頭立ての8着に敗れた。このレース後に屈腱炎が再発し、レオダーバンは引退する事となった。

## 競走成績
以下の内容は、netkeiba.comおよびJBISサーチの情報に基づく。
| 競走日     | 競馬場 | 競走名           | 格      | 距離（馬場）  | 頭 数 | 枠 番 | 馬 番 | オッズ （人気） | 着順 | タイム （上がり3F） | 着差 | 騎手      | 斤量 [kg] | 1着馬（2着馬）       |
| ---------- | ------ | ---------------- | ------- | ------------- | ----- | ----- | ----- | --------------- | ---- | ------------------- | ---- | --------- | --------- | -------------------- |
| 1990.12.02 | 中山   | 3歳新馬          |         | 芝1600m（良） | 16    | 6     | 11    | 004.00（2人）   | 01着 | R1:36.3（37.3）     | -0.6 | 0横山典弘 | 54        | （マリンジェット）   |
| 0000.12.22 | 中山   | 3歳500万下       |         | ダ1800m（良） | 12    | 4     | 4     | 001.70（1人）   | 04着 | R1:55.8（39.8）     | -0.9 | 0柏崎正次 | 54        | スタビライザー       |
| 1991.03.30 | 中山   | 山桜賞           | 500万下 | 芝1600m（稍） | 14    | 7     | 12    | 001.80（1人）   | 01着 | R1:36.1（35.7）     | -0.9 | 0岡部幸雄 | 55        | （キスインザダーク） |
| 0000.04.27 | 東京   | 青葉賞           | OP      | 芝2400m（良） | 17    | 1     | 1     | 003.60（1人）   | 01着 | R2:27.6（34.5）     | -0.3 | 0岡部幸雄 | 56        | （イブキノウンカイ） |
| 0000.05.26 | 東京   | 東京優駿         | GI      | 芝2400m（良） | 20    | 5     | 11    | 006.10（2人）   | 02着 | R2:26.4（36.2）     | -0.5 | 0岡部幸雄 | 57        | トウカイテイオー     |
| 0000.09.22 | 中山   | セントライト記念 | GII     | 芝2200m（良） | 13    | 8     | 13    | 001.30（1人）   | 03着 | R2:12.8（36.4）     | -0.1 | 0岡部幸雄 | 56        | ストロングカイザー   |
| 0000.11.03 | 京都   | 菊花賞           | GI      | 芝3000m（良） | 18    | 8     | 18    | 005.60（3人）   | 01着 | R3:09.5（46.5※）    | -0.2 | 0岡部幸雄 | 57        | （イブキマイカグラ） |
| 1992.12.27 | 中山   | 有馬記念         | GI      | 芝2500m（良） | 16    | 2     | 4     | 035.30（12人）  | 13着 | R2:35.2（35.8）     | -1.7 | 0横山典弘 | 57        | メジロパーマー       |
| 1993.01.24 | 中山   | AJCC             | GII     | 芝2200m（稍） | 9     | 8     | 9     | 010.00（3人）   | 08着 | R2:16.8（38.2）     | -1.8 | 0横山典弘 | 58        | ホワイトストーン     |

- ※は上がり4Fのタイム。
- 枠番・馬番の太字は単枠指定を示す。

## 引退後
引退後は、CBスタッドで種牡馬入りした。後にトヨサトスタリオンセンターに移動している。マルゼンスキーの後継として期待されたが、産駒は2000年エルムＳ2着のエーピーバーストが目立つ程度で、種牡馬として成功したとは言い難い。
2001年には種牡馬からも引退した。八大競走の優勝馬であるにもかかわらず功労馬繋養展示事業の対象となっておらず、トヨサトスタリオンセンター退厩後の消息は不明である。

### 主な産駒
- エーピーバースト（遠州灘ステークス、花背特別）
- レオスティーク（サラブレッド大賞典、あすなろ賞）
- マイサクセス（九州ダービー栄城賞）

## エピソード
将棋のプロ棋士である先崎学の著書「一葉の写真」では、東京優駿（日本ダービー）でのレオダーバンについて「将棋界の中では少なくないレオダーバン教の信者がいる」と記述された。結果としてトウカイテイオーの後塵を拝したが、勝るとも劣らないほど期待度が高かったことが窺える。

## 血統表
| レオダーバンの血統          | レオダーバンの血統                   | レオダーバンの血統                   | （血統表の出典）                     | （血統表の出典） |
| 父系                        | ニジンスキー系                       | ニジンスキー系                       | ニジンスキー系                       | [ § 2 ]          |
| 父 マルゼンスキー 1974 鹿毛 | 父の父Nijinsky II 1967 鹿毛          | Northern Dancer                      | Nearctic                             | Nearctic         |
| 父 マルゼンスキー 1974 鹿毛 | 父の父Nijinsky II 1967 鹿毛          | Northern Dancer                      | Natalma                              |                  |
| 父 マルゼンスキー 1974 鹿毛 | 父の父Nijinsky II 1967 鹿毛          | Flaming Page                         | Bull Page                            | Bull Page        |
| 父 マルゼンスキー 1974 鹿毛 | 父の父Nijinsky II 1967 鹿毛          | Flaming Page                         | Flaring Top                          |                  |
| 父 マルゼンスキー 1974 鹿毛 | 父の母*シル 1970 鹿毛                | Buckpasser                           | Tom Fool                             | Tom Fool         |
| 父 マルゼンスキー 1974 鹿毛 | 父の母*シル 1970 鹿毛                | Buckpasser                           | Busanda                              |                  |
| 父 マルゼンスキー 1974 鹿毛 | 父の母*シル 1970 鹿毛                | Quill                                | Princequillo                         | Princequillo     |
| 父 マルゼンスキー 1974 鹿毛 | 父の母*シル 1970 鹿毛                | Quill                                | Quick Touch                          |                  |
| 母 シルティーク 1981 鹿毛   | 母の父*ダンサーズイメージ 1965 芦毛  | Native Dancer                        | Polynesian                           | Polynesian       |
| 母 シルティーク 1981 鹿毛   | 母の父*ダンサーズイメージ 1965 芦毛  | Native Dancer                        | Geisha                               |                  |
| 母 シルティーク 1981 鹿毛   | 母の父*ダンサーズイメージ 1965 芦毛  | Noors Image                          | Noor                                 | Noor             |
| 母 シルティーク 1981 鹿毛   | 母の父*ダンサーズイメージ 1965 芦毛  | Noors Image                          | Little Sphinx                        |                  |
| 母 シルティーク 1981 鹿毛   | 母の母ヤマトマサル 1965 栗毛         | コダマ                               | *ブッフラー                          | *ブッフラー      |
| 母 シルティーク 1981 鹿毛   | 母の母ヤマトマサル 1965 栗毛         | コダマ                               | シラオキ                             |                  |
| 母 シルティーク 1981 鹿毛   | 母の母ヤマトマサル 1965 栗毛         | ミスミハル                           | ミハルオー                           | ミハルオー       |
| 母 シルティーク 1981 鹿毛   | 母の母ヤマトマサル 1965 栗毛         | ミスミハル                           | マイラブ                             |                  |
| 母系(F-No.)                 | ビューチフルドリーマー系(FN:12)      | ビューチフルドリーマー系(FN:12)      | ビューチフルドリーマー系(FN:12)      | [ § 3 ]          |
| 5代内の近親交配             | Native Dancer 5×3、Menow 5･5（父内） | Native Dancer 5×3、Menow 5･5（父内） | Native Dancer 5×3、Menow 5･5（父内） | [ § 4 ]          |
| 出典                        | 1. 2. 3. 4.                          | 1. 2. 3. 4.                          | 1. 2. 3. 4.                          | 1. 2. 3. 4.      |

- 母の半姉ハセマサルの仔にハセベルテックス（フラワーカップ）がいる。
- 母の半姉ハセカツマの仔にリンドホシ（京王杯スプリングカップ）がいる。